# Johann Nicolaus Horst
Johann Nicolaus Horst (* 1601 in Blomberg; † Oktober 1685) war ein deutscher lutherischer Theologe und Hofprediger in Celle.

## Leben
Horst, Sohn eines Pastors, schloss seine Studien nach Schul- und Universitätsbesuch in Minden, Lemgo und Rinteln als Magister ab und wurde 1630 Lehrer in Norden, 1633 Rektor in Minden. Ab 1648 war er Pastor an der Marktkirche in Hannover. 1650 wurde er zum Hofprediger in Celle ernannt. 1679 wurde er emeritiert.

## Werke
Horst verfasste unter anderem eine Leichenpredigt auf die Herzogin Anna Eleonore (Celle 1659) sowie auf den Staatsmann Friedrich Schenck von Winterstädt.